# Hellebæk Kirke
Hellebæk Kirke ligger i Hellebæk Sogn, Helsingør Stift.
Kirken er i nybarok stil. Kirkens høje grundmur er af tilhugne kampesten. Ydermurene er glatte og hvidkalkede. Taget er af blå glaserede teglsten. Den rundbuede del af tagkonstruktionen er beklædt med kobber som spiret, hvori klokken er ophængt. Klokken bærer indskriften: “Holder I eder nær til Gud, skal Han holde sig nær til eder.” (Jak. 4,8a.)
Kirken blev opført 1917-1920 og indviet den 16. maj 1920. Kirken ligger på den gamle stejleplads. Den blev skænket til sognet af Werner von Schimmelmann, hvis familie ejede Hellebækgård, på betingelse af, at der ikke måtte ligge kirkegård omkring kirken. Til kirken hører to kirkegårde: 
- den gamle ved Hammermølle Skov og

- Hellebæk ny kirkegård ved Ålsgårde Station, der blev indviet i 1922.

Fra 1786 havde indbyggerne i Hellebæk og Aalsgaarde brugt Hellebækgaards Kapel som kirke.
Kirken er tegnet af arkitekt Søren Lemche.